# Костюк Аполлон Андрійович
Аполлон Андрійович Костюшок (нар. 1925, с.Людвипіль, нині смт. Соснове, Березнівський район, Рівненська область — помер у 2010) — учасник радянсько-японської війни.

## Життєпис
Аполлон Костюшок народився у 1925 році в селі Людвипіль нині смт. Соснове, Березнівського району Рівненської області).
З грудня 1944 р. по вересень 1951 року служив в Радянській Армії, зокрема в трофейному окремому батальйоні Забайкало-Амурського воєнного округу в 25-ій діючій армії. Воював в Маньчжурії, брав участь у війні щодо ліквідації останнього вогнища, яке було причиною нападу на Радянський Союз.
Помер Аполлон Андрійович у 2010 році.

### Нагороди
- Медаль «За перемогу над Японією»
- Орден «За мужність»
- Ювілейна медаль «60 років Збройних Сил СРСР»